# Теория кино
Теория кино — научная дисциплина, тесно связанная с критической теорией, которая направлена на изучение сущности кино и обеспечивает концептуальную основу для понимания в отношениях фильма и реальности, других искусств, зрителя, общества.
Теорию кино не следует путать с критикой кино, хотя есть много общего в этих дисциплинах.

## История
Французский философ Анри Бергсон в некотором роде предрёк развитие теории кино и кинематографа в начале-середине 1900-х годов. Он говорил о необходимости нового мышления, придумав термины «движение-образ» и «время-образ». Однако в эссе 1906 года «L’illusion cinématographique» («Иллюзия кинематографа») Бергсон отвергает фильм как воплощение того, что он имел в виду. Спустя десятилетия в трактатах «Cinéma I» и «Cinema II» (1983—1985) философ Жиль Делёз выдвинул на первый план труд Бергсона «Материя и память» и попытался воскресить его концепцию в сочетании с семиотикой Чарльза Сандерса Пирса.
Первоначально теория кино возникла в эпоху немого кино и была связана в основном с определением важнейших элементов пространства кино. Это в значительной степени отразилось в работах таких режиссёров как Жермен Дюлак, Луи Деллюк, Жан Эпштейн, Сергей Эйзенштейн, Лев Кулешов, Дзига Вертов, а также работах теоретиков кино Рудольфа Арнхайма, Белы Балажа, Зигфрида Кракауэра. Они подчеркивали, что фильм существенно отличается от реальности и кино можно рассматривать как действительную реальность, созданную в процессе съёмок.
В годы после Второй мировой войны, французский критик и теоретик кино Андре Базен выступил против такого подхода к кино, утверждая, что сущность фильма — это его способность механически воспроизводить реальность, передавать её максимально точно и без искажений.
В 1960-х и 1970-х годах теория кино стала академической дисциплиной, заимствовав концепции из психоанализа, гендерных исследований, антропологии, литературной теории, семиотики и лингвистики.
В 1990-х годах цифровая революция в технологиях оказала влияние на теорию кино. Так теоретиками Мэри-Энн Доун, Филипом Розеном и Лаурой Малви было переоценено использование целлулоидной плёнки для съёмок. Концепция реальности в кино стала рассматриваться с психоаналитической точки зрения.

## Специальные теории кино
- Феминистская теория
- Формалистская теория
- Структуралистская теория
- Марксистская теория
- Психоаналитическая теория кино